# Bahnstrecke Stralsund–Rostock
| |                         |                                                           |                                                           |
| Streckennummer (DB): | 6322                    |                                                           |                                                           |
| Kursbuchstrecke (DB): | 190                     |                                                           |                                                           |
| Kursbuchstrecke: | 108e (1934) 121r (1946) |                                                           |                                                           |
| Streckenlänge: | 72,0 km                 |                                                           |                                                           |
| Spurweite: | 1435 mm (Normalspur)    |                                                           |                                                           |
| Streckenklasse: | D4                      |                                                           |                                                           |
| Stromsystem: | 15 kV 16,7 Hz ~         |                                                           |                                                           |
| Streckengeschwindigkeit: | 160 km/h                |                                                           |                                                           |
| Zugbeeinflussung: | PZB                     |                                                           |                                                           |
| Zweigleisigkeit: | Riekdahl–Rostock Hbf    |                                                           |                                                           |
| |                         |                                                           |                                                           |
| \| \| \| \| \| \| \| \| Angermünde-Stralsunder Eisenbahn von Berlin-Gesundbrunnen \| \| \| \| \| \| \| \| \| \| Berliner Nordbahn von Berlin-Gesundbrunnen \| \| \| \| \| von Sassnitz \| \| \| \| 0,000 \| Stralsund Hbf \| Stralsund Hbf \| \| \| \| nach Tribsees \| \| \| \| 2,597 \| Stralsund Grünhufe \| Stralsund Grünhufe \| \| \| 4,082 \| Langendorf \| Langendorf \| \| \| 7,700 \| Pantelitz \| Pantelitz \| \| \| 10,050 \| Martensdorf \| Martensdorf \| \| \| 13,034 \| Kummerow (b Stralsund) \| Kummerow (b Stralsund) \| \| \| \| Bundesstraße 105 \| \| \| \| 18,884 \| Velgast \| Velgast \| \| \| \| nach Tribsees (bis 1995) \| \| \| \| \| nach Barth \| \| \| \| \| Barthe \| \| \| \| 22,600 \| Starkow \| Starkow \| \| \| 24,884 \| Buchenhorst \| Buchenhorst \| \| \| 28,500 \| Langenhanshagen \| Langenhanshagen \| \| \| 34,053 \| Altenwillershagen \| Altenwillershagen \| \| \| \| vom Flugplatz Damgarten (bis 1993) \| \| \| \| 39,712 \| Ribnitz-Damgarten Ost \| Ribnitz-Damgarten Ost \| \| \| \| nach Altenpleen \| \| \| \| \| Recknitz (ehem. Landesgrenze) \| \| \| \| \| Bundesstraße 105 \| \| \| \| 43,310 \| Ribnitz-Damgarten West \| Ribnitz-Damgarten West \| \| \| \| Anschluss Faserplattenwerk (bis 1994) \| \| \| \| \| Bundesstraße 105 \| \| \| \| 48,900 \| Altheide \| Altheide \| \| \| 53,150 \| Gelbensande \| Gelbensande \| \| \| \| Militär Schwarzenpfost (bis 1994) \| \| \| \| 55,600 \| Schwarzenpfost \| Schwarzenpfost \| \| \| 56,600 \| Rövershagen Krug \| Rövershagen Krug \| \| \| \| von Graal-Müritz \| \| \| \| 57,700 \| Rövershagen \| Rövershagen \| \| \| 59,600 \| Rövershagen Karls Erlebnisdorf (Purkshof) \| Rövershagen Karls Erlebnisdorf (Purkshof) \| \| \| 61,600 \| Mönchhagen \| Mönchhagen \| \| \| \| von Poppendorf \| \| \| \| 64,686 \| Bentwisch \| Bentwisch \| \| \| \| Anschluss Umspannwerk Harmstorf \| \| \| \| \| \| \| \| \| 66,500 \| Bundesautobahn 19 \| Bundesautobahn 19 \| \| \| \| nach Rostock Seehafen \| \| \| \| \| Rostock Seehafen–Kavelstorf \| \| \| \| \| von Rostock Seehafen Nord \| \| \| \| 68,631 \| Riekdahl (Abzw) \| Riekdahl (Abzw) \| \| \| 70,030 \| Rostock-Kassebohm \| Rostock-Kassebohm \| \| \| \| Warnow \| \| \| \| \| \| \| \| \| 70,755 \| Rostock Warnowbrücke Ost (Bk, ehem. Abzw) \| Rostock Warnowbrücke Ost (Bk, ehem. Abzw) \| \| \| \| \| \| \| \| \| Ostkurve nach Rostock Gbf \| \| \| \| \| Rostock Gbf–Dalwitzhof \| \| \| \| \| Westkurve von Rostock Gbf \| \| \| \| 71,343 \| Rostock Warnowbrücke West (Abzw) \| Rostock Warnowbrücke West (Abzw) \| \| \| \| nach Dalwitzhof \| \| \| \| \| von Neustrelitz \| \| \| \| \| von Bützow \| \| \| \| 72,590 \| Rostock Hbf \| Rostock Hbf \| \| \| \| Hafenbahn zum Rostocker Stadthafen \| \| \| \| \| nach Wismar \| \| \| \| \| nach Warnemünde \| \| \| \| \| \| \| \| Quellen: [1][2][3] \| \| \| \| |                         |                                                           |                                                           |
| |                         |                                                           |                                                           |
| Strecke |                         | Angermünde-Stralsunder Eisenbahn von Berlin-Gesundbrunnen | Angermünde-Stralsunder Eisenbahn von Berlin-Gesundbrunnen |
| |                         |                                                           |                                                           |
| Abzweig geradeaus und von links |                         | Berliner Nordbahn von Berlin-Gesundbrunnen                | Berliner Nordbahn von Berlin-Gesundbrunnen                |
| Abzweig geradeaus und von rechts |                         | von Sassnitz                                              | von Sassnitz                                              |
| Bahnhof | 0,000                   | Stralsund Hbf                                             | Stralsund Hbf                                             |
| Abzweig geradeaus und ehemals nach links |                         | nach Tribsees                                             | nach Tribsees                                             |
| Haltepunkt / Haltestelle | 2,597                   | Stralsund Grünhufe                                        | Stralsund Grünhufe                                        |
| Dienststation / Betriebs- oder Güterbahnhof | 4,082                   | Langendorf                                                | Langendorf                                                |
| ehemaliger Haltepunkt / Haltestelle | 7,700                   | Pantelitz                                                 | Pantelitz                                                 |
| Bahnhof | 10,050                  | Martensdorf                                               | Martensdorf                                               |
| ehemaliger Haltepunkt / Haltestelle | 13,034                  | Kummerow (b Stralsund)                                    | Kummerow (b Stralsund)                                    |
| Strecke mit Straßenbrücke |                         | Bundesstraße 105                                          | Bundesstraße 105                                          |
| Bahnhof | 18,884                  | Velgast                                                   | Velgast                                                   |
| Abzweig geradeaus und ehemals nach links |                         | nach Tribsees (bis 1995)                                  | nach Tribsees (bis 1995)                                  |
| Abzweig geradeaus und nach rechts |                         | nach Barth                                                | nach Barth                                                |
| Brücke über Wasserlauf |                         | Barthe                                                    | Barthe                                                    |
| ehemaliger Haltepunkt / Haltestelle | 22,600                  | Starkow                                                   | Starkow                                                   |
| Bahnhof | 24,884                  | Buchenhorst                                               | Buchenhorst                                               |
| ehemaliger Haltepunkt / Haltestelle | 28,500                  | Langenhanshagen                                           | Langenhanshagen                                           |
| Bahnhof | 34,053                  | Altenwillershagen                                         | Altenwillershagen                                         |
| Abzweig geradeaus und ehemals von rechts |                         | vom Flugplatz Damgarten (bis 1993)                        | vom Flugplatz Damgarten (bis 1993)                        |
| Bahnhof | 39,712                  | Ribnitz-Damgarten Ost                                     | Ribnitz-Damgarten Ost                                     |
| Abzweig geradeaus und ehemals von rechts |                         | nach Altenpleen                                           | nach Altenpleen                                           |
| Brücke über Wasserlauf |                         | Recknitz (ehem. Landesgrenze)                             | Recknitz (ehem. Landesgrenze)                             |
| Strecke mit Straßenbrücke |                         | Bundesstraße 105                                          | Bundesstraße 105                                          |
| Bahnhof | 43,310                  | Ribnitz-Damgarten West                                    | Ribnitz-Damgarten West                                    |
| Abzweig geradeaus und ehemals nach rechts |                         | Anschluss Faserplattenwerk (bis 1994)                     | Anschluss Faserplattenwerk (bis 1994)                     |
| Strecke mit Straßenbrücke |                         | Bundesstraße 105                                          | Bundesstraße 105                                          |
| ehemaliger Haltepunkt / Haltestelle | 48,900                  | Altheide                                                  | Altheide                                                  |
| Bahnhof | 53,150                  | Gelbensande                                               | Gelbensande                                               |
| Abzweig geradeaus und ehemals nach links |                         | Militär Schwarzenpfost (bis 1994)                         | Militär Schwarzenpfost (bis 1994)                         |
| ehemaliger Haltepunkt / Haltestelle | 55,600                  | Schwarzenpfost                                            | Schwarzenpfost                                            |
| ehemaliger Haltepunkt / Haltestelle | 56,600                  | Rövershagen Krug                                          | Rövershagen Krug                                          |
| Abzweig geradeaus und von rechts |                         | von Graal-Müritz                                          | von Graal-Müritz                                          |
| Bahnhof | 57,700                  | Rövershagen                                               | Rövershagen                                               |
| Haltepunkt / Haltestelle | 59,600                  | Rövershagen Karls Erlebnisdorf (Purkshof)                 | Rövershagen Karls Erlebnisdorf (Purkshof)                 |
| Haltepunkt / Haltestelle | 61,600                  | Mönchhagen                                                | Mönchhagen                                                |
| Abzweig geradeaus und von links |                         | von Poppendorf                                            | von Poppendorf                                            |
| Bahnhof | 64,686                  | Bentwisch                                                 | Bentwisch                                                 |
| Abzweig geradeaus und nach links |                         | Anschluss Umspannwerk Harmstorf                           | Anschluss Umspannwerk Harmstorf                           |
| Strecke von links · Abzweig geradeaus und nach rechts |                         |                                                           |                                                           |
| Strecke mit Straßenbrücke · Strecke mit Straßenbrücke | 66,500                  | Bundesautobahn 19                                         | Bundesautobahn 19                                         |
| Strecke nach rechts · Strecke |                         | nach Rostock Seehafen                                     | nach Rostock Seehafen                                     |
| Kreuzung geradeaus unten |                         | Rostock Seehafen–Kavelstorf                               | Rostock Seehafen–Kavelstorf                               |
| Abzweig geradeaus und von rechts |                         | von Rostock Seehafen Nord                                 | von Rostock Seehafen Nord                                 |
| Blockstelle | 68,631                  | Riekdahl (Abzw)                                           | Riekdahl (Abzw)                                           |
| Haltepunkt / Haltestelle | 70,030                  | Rostock-Kassebohm                                         | Rostock-Kassebohm                                         |
| Brücke über Wasserlauf |                         | Warnow                                                    | Warnow                                                    |
| |                         |                                                           |                                                           |
| Blockstelle | 70,755                  | Rostock Warnowbrücke Ost (Bk, ehem. Abzw)                 | Rostock Warnowbrücke Ost (Bk, ehem. Abzw)                 |
| |                         |                                                           |                                                           |
| Abzweig geradeaus und ehemals nach rechts |                         | Ostkurve nach Rostock Gbf                                 | Ostkurve nach Rostock Gbf                                 |
| Kreuzung geradeaus oben (Querstrecke außer Betrieb) |                         | Rostock Gbf–Dalwitzhof                                    | Rostock Gbf–Dalwitzhof                                    |
| Abzweig geradeaus und ehemals von rechts |                         | Westkurve von Rostock Gbf                                 | Westkurve von Rostock Gbf                                 |
| Blockstelle | 71,343                  | Rostock Warnowbrücke West (Abzw)                          | Rostock Warnowbrücke West (Abzw)                          |
| Abzweig geradeaus und ehemals nach links |                         | nach Dalwitzhof                                           | nach Dalwitzhof                                           |
| Abzweig geradeaus und von links |                         | von Neustrelitz                                           | von Neustrelitz                                           |
| Abzweig geradeaus und von links |                         | von Bützow                                                | von Bützow                                                |
| Bahnhof | 72,590                  | Rostock Hbf                                               | Rostock Hbf                                               |
| Abzweig geradeaus und ehemals nach rechts |                         | Hafenbahn zum Rostocker Stadthafen                        | Hafenbahn zum Rostocker Stadthafen                        |
| Abzweig geradeaus und nach links |                         | nach Wismar                                               | nach Wismar                                               |
| Strecke |                         | nach Warnemünde                                           | nach Warnemünde                                           |
| |                         |                                                           |                                                           |
| Quellen: |                         |                                                           |                                                           |

Die Bahnstrecke Stralsund–Rostock verbindet die beiden Hansestädte im Norden von Mecklenburg-Vorpommern. Die eingleisige und elektrifizierte Hauptbahn ist Teil des Verkehrsprojektes Deutsche Einheit Nr. 1 (Lübeck–Rostock–Stralsund).

## Geschichte

### Streckenbau und Entwicklung bis 1950
Die Bahnstrecke wurde gebaut, um eine direkte Eisenbahnverbindung zwischen den beiden Hansestädten Rostock und Stralsund zu schaffen und das dazwischen liegende Gebiet zu erschließen. Preußen sah eine eingleisige Hauptbahn vor, Mecklenburg hielt eine Nebenbahn für ausreichend. Die Konzession erfolgte durch einen Staatsvertrag am 15. Dezember 1884. Die Strecke wurde von den Preußischen Staatseisenbahnen erbaut und am 1. Juli 1888 von Stralsund bis Ribnitz und am 1. Juni 1889 von dort bis Rostock offiziell eröffnet. Der mecklenburgische Staat beteiligte sich lediglich finanziell. Die Strecke überquerte zwischen Ribnitz und Damgarten die Grenze zwischen dem Großherzogtum Mecklenburg-Schwerin und der preußischen Provinz Pommern. Die ursprüngliche Planung sah vor, dass der Abschnitt Stralsund–Ribnitz über Barth geführt würde. Dieses Stück war schon vermessen worden. Allerdings wurde zur Verminderung der Baukosten die kürzere Verbindung über Velgast gewählt.
Die Betriebsführung auf preußischem Gebiet, also von Stralsund bis Damgarten, wurde zunächst durch die Preußische Staatseisenbahn wahrgenommen, der Betrieb auf dem Mecklenburgischen Abschnitt durch die mecklenburgische Friedrich-Franz-Eisenbahn durchgeführt. Der notwendige Lokomotiven-Wechsel erfolgte im Bahnhof Ribnitz (heute: Ribnitz-Damgarten West). Nachdem die Restauration der preußischen Lokomotiven im mecklenburgischen Rostock per Staatsvertrag geregelt worden war, ging der Betrieb komplett auf die Preußische Staatseisenbahn über. Die Strecke war die letzte, die im Personenverkehr den Rostocker Friedrich-Franz-Bahnhof, den späteren Güterbahnhof südöstlich der Altstadt, bediente. Am 1. Mai 1906 ging die direkte Verbindung zum Hauptbahnhof Rostock in Betrieb.
Im Verlauf der folgenden Jahre entwickelten sich entlang der Strecke weitere Nebenbahnen. So wurden Verbindungen nach Prerow über Barth (Darßbahn der Preußischen Staatseisenbahnen), Tribsees (Franzburger Südbahn) und Graal-Müritz (Mecklenburgische Bäderbahn) geschaffen. Infolge dieser Erweiterungen durch Nebenbahnen entwickelten sich die Bahnhöfe Rövershagen und Velgast zu Eisenbahnknoten. Gerade der Bahnhof Velgast erlangte durch die Verbindungen nach Prerow und Tribsees eine besondere Bedeutung.
Die zunächst als Nebenbahn erbaute Strecke wurde 1926 zur Hauptstrecke aufgewertet.

### 1950–1989
Zu DR-Zeiten wurde die Strecke an vielen Stellen durch Militär- und Werkanschlüsse erweitert. Ende der 1950er wurde nördlich der Strecke der Rostocker Überseehafen gebaut, der mit Verbindungsstrecken in Richtung Rostock und Bentwisch an die Stralsunder Strecke angebunden wurde.
Einen wichtigen Anschluss stellt die Werkbahn zum Düngemittelwerk nach Poppendorf dar. Militärischen Zwecken dienten die Anschlussgleise von Ribnitz-Damgarten Ost nach Pütnitz (Flugplatz) sowie von Gelbensande nach Schwarzenpfost, das einige Meter neben der Hauptstrecke parallel im Wald verlief. Auch das Faserplattenwerk in Ribnitz war mit einer Werkbahn erschlossen.
Ab 1985 begann die schrittweise Elektrifizierung der Strecke in folgenden Etappen:
1. Rostock Hauptbahnhof – Rostock Güterbahnhof: 15. Dezember 1985
2. Riekdahl – Bentwisch: 12. April 1986
3. Bentwisch – Poppendorf: 30. Mai 1986
4. Bentwisch – Stralsund: 2. Juni 1991

Am 29. März 1985 fuhr auf dieser Strecke der letzte planmäßige Dampfzug.

### 1990 bis 2010

Verkehrsprojekte Deutsche Einheit (Übersichtskarte)

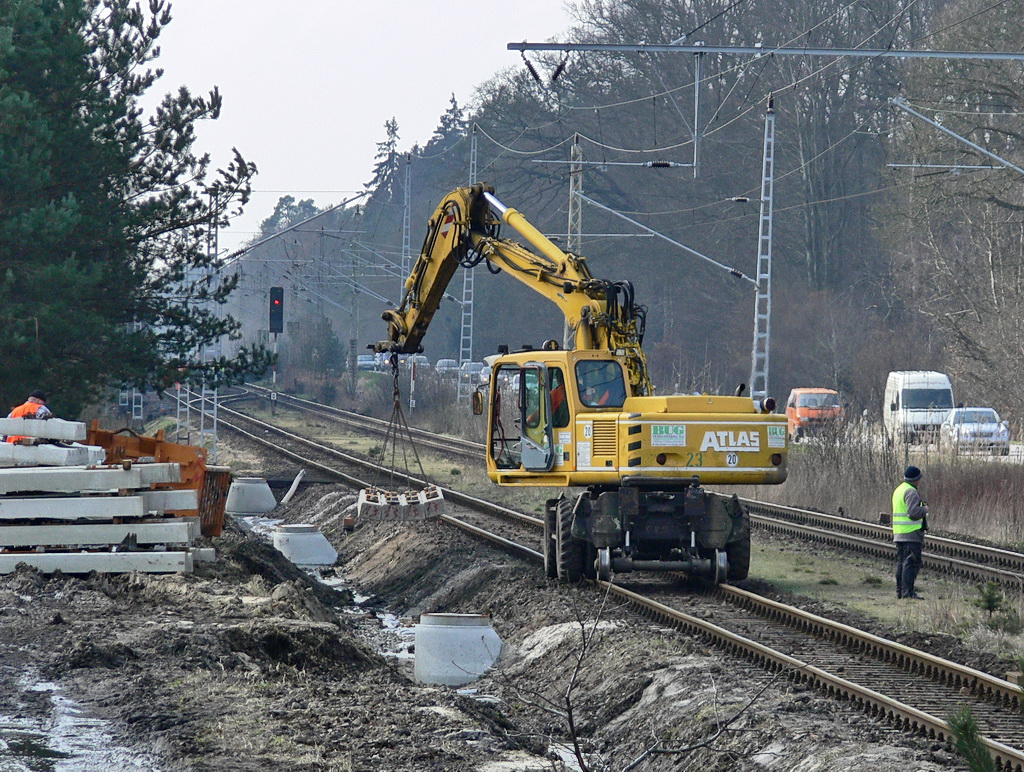
Bauarbeiten im Bahnhof Gelbensande

Nach der Wende 1989 wurden viele Anschlüsse und Bahnhofsanlagen nicht mehr benutzt, später teilweise abgebaut (Rostocker Güterbahnhof). Die Anschlüsse für die Militärzüge der NVA wurden nicht mehr benötigt und komplett demontiert, die Haltepunkte Schwarzenpfost, Altheide, Langenhanshagen, Starkow und Pantelitz werden seit 1996 nicht mehr bedient. Zudem fuhr 1996 der letzte Nahgüterzug.
1999 wurde das Teilstück zwischen Ribnitz-Damgarten West und Stralsund komplett renoviert. Dabei änderte sich das Aussehen der an der Strecke liegenden Bahnhöfe stark. Die Stellwerke wurden durch ein neues Elektronisches Stellwerk (ESTW) in Velgast ersetzt. Infolgedessen wurden alle nicht mehr benötigten Stellwerksgebäude, Güter- sowie Anschlussgleise abgerissen bzw. die in den Bahnhofsgebäuden untergebrachte alte Stellwerkstechnik entfernt. Die verbliebenen Gebäude stehen zum großen Teil leer und sind gegen unbefugtes Betreten gesichert worden. Die geschlossenen Haltepunkte wurden im Zuge des Umbaus komplett entfernt. Dafür wurde nach der Streckensanierung ein neuer Haltepunkt in Stralsund-Grünhufe eröffnet.
Die Sanierung des restlichen Teilstückes zwischen Rostock und Ribnitz-Damgarten West wurde begonnen, aber bisher immer wieder ausgesetzt. Deswegen befindet sich die Strecke auf diesem Abschnitt noch fast komplett in einem älteren Zustand. Alle Bahnhöfe sind noch besetzt. Im Zuge der Sanierung sollte der Abschnitt zwischen Rostock und Ribnitz-Damgarten West aufgrund der aktuell hohen Zugdichte zweigleisig ausgebaut werden. Auch beim Abschnitt Velgast–Stralsund bestanden Planungen, ein zweites Gleis nachzurüsten. Alle Durchlässe und Brücken wurden bereits im Jahre 1999 für ein zweites Gleis ausgelegt. Nach dem Ergebnis der Überprüfung des Bedarfsplans für die Bundesschienenwege vom 11. November 2010 wird das Projekt wegen seines ungünstigen Nutzen-Kosten-Verhältnisses nicht weiter verfolgt.

### Bauarbeiten
Im März 2007 wurden erste Bauarbeiten zur Ertüchtigung des Streckenabschnittes Rostock – Ribnitz-Damgarten West auf 160 km/h durchgeführt. Zu größeren Bauarbeiten kam es hier vor allem in den Bahnhöfen Bentwisch, Gelbensande und Ribnitz-Damgarten West. Im Frühjahr 2008 fanden weitere Bauarbeiten statt. Dabei wurden weitere Bahnsteige entlang der Strecke saniert sowie Schutzgleise und Gütergleise in den Bahnhöfen entfernt. Der westliche Streckenabschnitt wird zunächst noch nicht an das ESTW Velgast angeschlossen.

## Streckenverlauf
Die Strecke führt von Stralsund Hauptbahnhof westwärts durch das flache Küstenhinterland Vorpommerns und überquert dabei die Barthe bei Velgast sowie die Recknitz bei Ribnitz-Damgarten, wo der südliche Rand des nordmecklenburgischen Boddenlands passiert wird. Durch die Rostocker Heide verläuft die Strecke weiter nach Rostock Hauptbahnhof in der Warnowsenke.

## Personenverkehr

### Nahverkehr

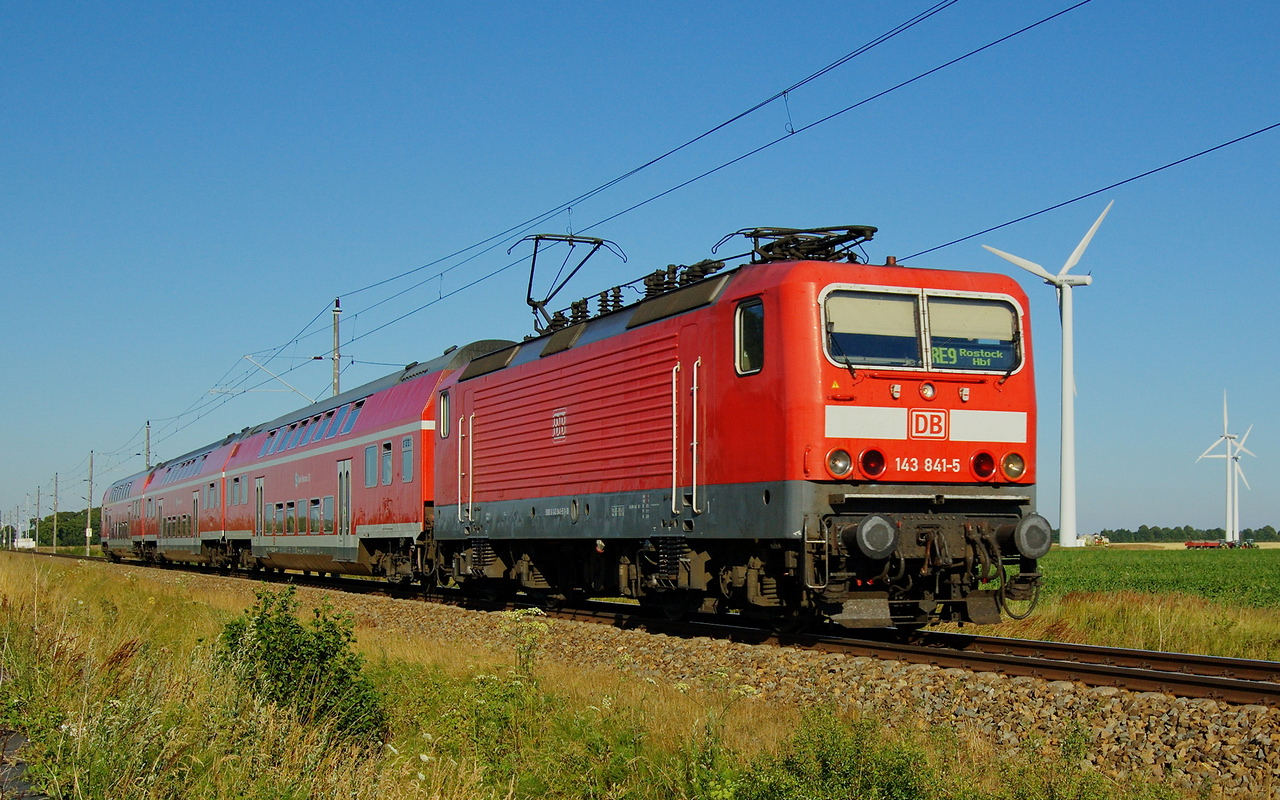
Baureihe 143 mit Doppelstockwagen bei Ribnitz-Damgarten Ost

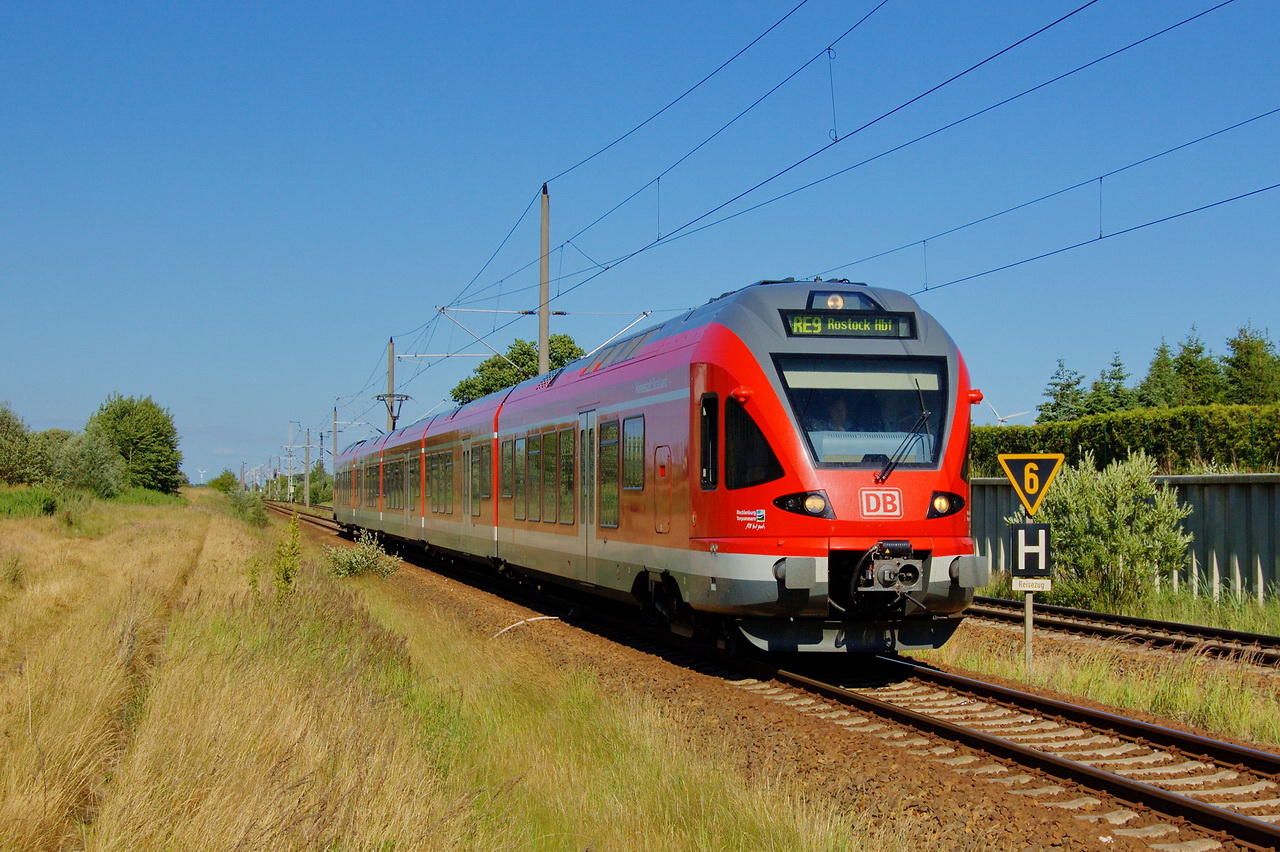
FLIRT (Baureihe 429) der Deutschen Bahn auf dem Hanse-Express

Auf der Strecke fahren im Zweistundentakt Züge der Linie RE9 Rostock–Sassnitz. Ab Dezember 2007 verkehrten auf der Strecke Stadler-Flirt-Triebwagen, die durch ihre größere Beschleunigung und höhere Geschwindigkeit eine kürzere Fahrzeit auf einigen Streckenabschnitten ermöglichten. Vor ihrem Einsatz verkehrten Züge, die zumeist aus drei Doppelstockwagen und einer Lok der Baureihe 143 bestanden. Seit 2019 wird der RE9 von der Ostdeutschen Eisenbahn-Gesellschaft (ODEG) betrieben. Die ODEG setzt dabei Desiro-ML-Triebwagen ein.
Auf dem Streckenabschnitt Rostock – Rövershagen verkehrt zusätzlich jede Stunde ein Zug der Linie RB12 weiter in Richtung Graal-Müritz. Die von der RB12 bedienten Halte Rostock-Kassebohm, Bentwisch und Mönchhagen werden von den Regionalexpress-Zügen Richtung Stralsund im Regelfall nicht bedient. Richtung Graal-Müritz kommen Triebwagen der Baureihe 642 („Desiro“) zum Einsatz.
Zweistündlich wurden bis 2017 von der Usedomer Bäderbahn (UBB) Züge zwischen Stralsund und Velgast mit Triebwagen der Baureihe 646 gefahren. Diese verkehrten weiter auf dem Streckennetz der UBB nach Barth. Seitdem sie nur noch, dafür aber annähernd stündlich, zwischen Velgast und Barth verkehren, wird der Haltepunkt Kummerow (b Stralsund) nicht mehr bedient.
Von März bis Mai 2023 errichtete die Deutsche Bahn östlich des Rövershagener Ortsteils Purkshof und des Freizeitparks Karls Erlebnis-Dorf Rövershagen den Haltepunkt Rövershagen Karls Erlebnisdorf (Purkshof) mit einem 100 Meter langen Bahnsteig mit einer Bahnsteighöhe von 55 Zentimetern. Den größten Teil der Investitionen in Höhe von insgesamt rund 1,7 Millionen Euro trug das Land Mecklenburg-Vorpommern, den Rest die Deutsche Bahn und der Betreiber der Freizeitparks. Der Haltepunkt wurde am 26. Mai 2023 in Betrieb genommen und der Verkehr aufgenommen. Der Haltepunkt soll vor allem den Besuchern und Mitarbeitern des Freizeitparks dienen. Prognostiziert werden 80.000 Reisende pro Jahr.

### Fernverkehr

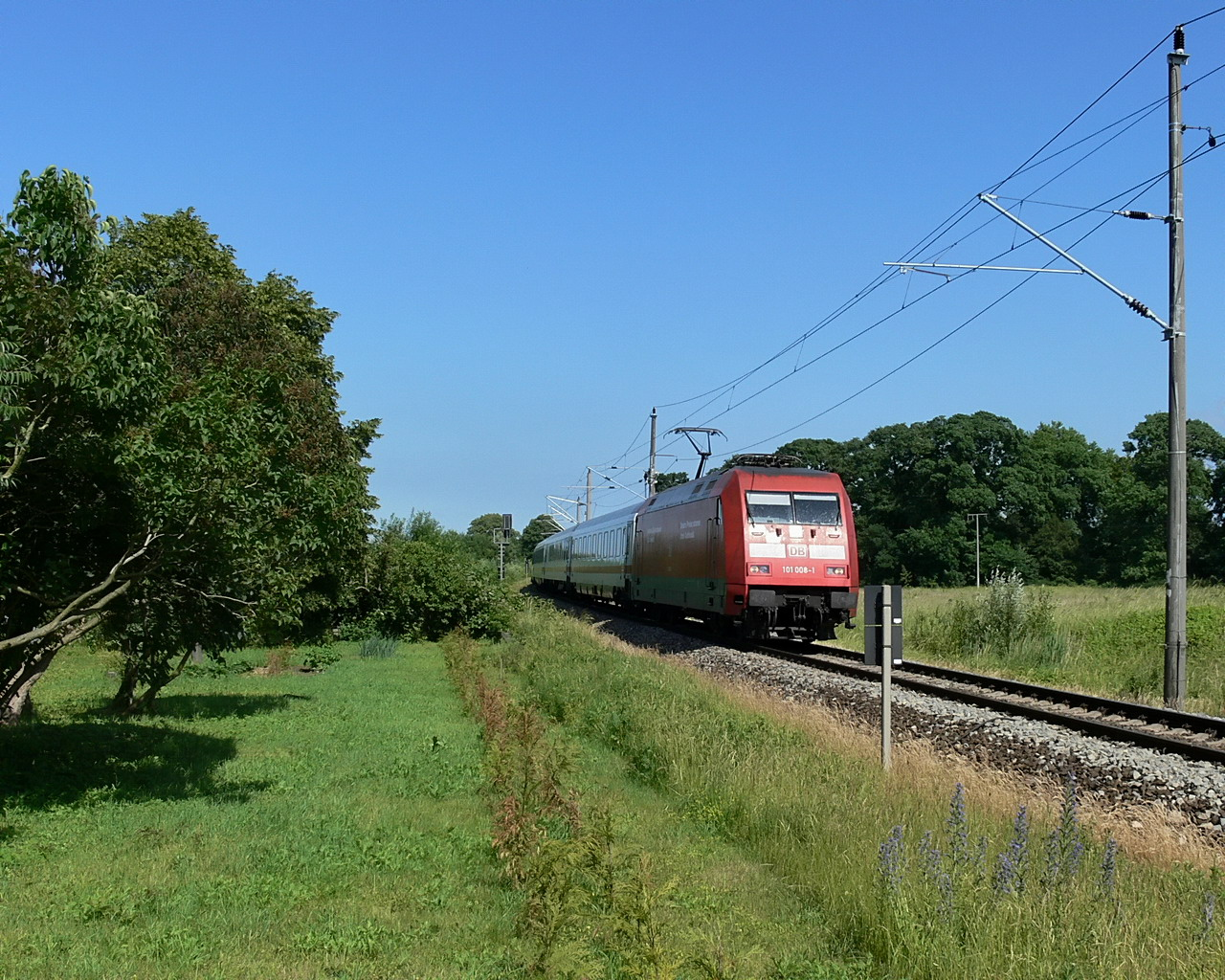
IC bei Ribnitz-Damgarten

Die Strecke wird mehrmals am Tag von Zügen des Fernverkehrs befahren. Die ICE-Züge halten an Rostock Hauptbahnhof, Bahnhof Ribnitz-Damgarten West, Bahnhof Velgast und Stralsund Hauptbahnhof. Einige Züge fahren von Stralsund weiter zum Bahnhof Ostseebad Binz auf Rügen. Mit den Fernzügen werden Verbindungen nach Hamburg und auch in das Ruhrgebiet geschaffen. Bis Oktober 2007 verkehrte von Stralsund aus ein Nachtzug nach München und ins Ruhrgebiet. Im Sommer war auf der Strecke regelmäßig ein Zug aus Dortmund zum Bahnhof Sassnitz im Angebot, der Urlauber aus dem Ruhrgebiet schnell und bequem an die Ostsee brachte. Ein weiterer saisonaler Intercity fuhr bis 2016 als UrlaubsExpress Mecklenburg-Vorpommern von Köln über Hamburg, Rostock und Stralsund auf die Insel Usedom zum Bahnhof Seebad Heringsdorf.
Eine Besonderheit des Tarifs auf dieser Strecke ist, dass auch alle Fernzüge zwischen Rostock und Stralsund mit Nahverkehrsfahrscheinen oder für die unentgeltliche Beförderung mit Schwerbehindertenausweisen genutzt werden dürfen. Davon ausgenommen sind jedoch Ländertickets.
Seit dem Fahrplanwechsel 2005 besteht kein reiner Zweistundentakt mehr auf der Strecke. Grund dafür ist die nur so erreichbare Verkürzung der Standzeiten der Fernzüge in Hamburg Hbf. Um den Nahverkehr zu beschleunigen und die lange geforderten durchgehenden Züge von Rostock Hbf nach Rügen anbieten zu können, war es notwendig, die Kreuzungshalte der Züge zu tauschen. Nun warten die Fernzüge auf die Züge des Nahverkehrs.

## Güterverkehr
Die Strecke ist für den Güterverkehr in der Region, aber auch überregional von großer Bedeutung. So werden die großen Güterbahnhöfe Rostock Seehafen sowie Sassnitz-Mukran auf Rügen angefahren. Außerdem gibt es noch zwei Werksanschlüsse: Größter Werksanschluss ist das Düngemittelwerk in Poppendorf. Es besitzt einen eigenen Werksbahnhof. Seit einiger Zeit werden Gleisanschlüsse und Werksbahnhof in Poppendorf der Yara Rostock bedient. Der andere Anschluss befindet sich in Rövershagen, über den ein lokaler Gasanbieter beliefert wird.

## Virtueller Nachbau der Strecke
Die gesamte Strecke erschien im Jahre 2005 als Add-on für den Microsoft Train Simulator. Das Add-on stellt die Strecke im Bauzustand Anfang der 1990er Jahre dar und wird unter dem Namen „German Railroads Volume 6 – Entlang der Ostsee“ von German Railroads vertrieben. Bei der Konstruktion der Strecke wurde auf einen hohen Realitätsgrad Wert gelegt. So wurden alle abzweigenden Nebenbahnen und Werksanschlüsse dargestellt.
Im September 2007 wurde ein weiteres Add-on von German-Railroads veröffentlicht, das ebenfalls die Strecke beinhaltet, es trägt den Namen „German Railroads Volume 9 – Mit der Reichsbahn nach Rügen“. Dieses Mal stellt die Strecke den Zustand Anfang der 1980er Jahre dar. Daher existieren Oberleitung und Werksanschluss nach Poppendorf noch nicht, dafür aber viele in den 1980er Jahren demontierte Nebengleise auf den Unterwegsbahnhöfen. Außerdem wird die Strecke dieses Mal bis auf die Insel Rügen weitergeführt, wo alle Normalspur-Strecken dargestellt werden.

Strecke
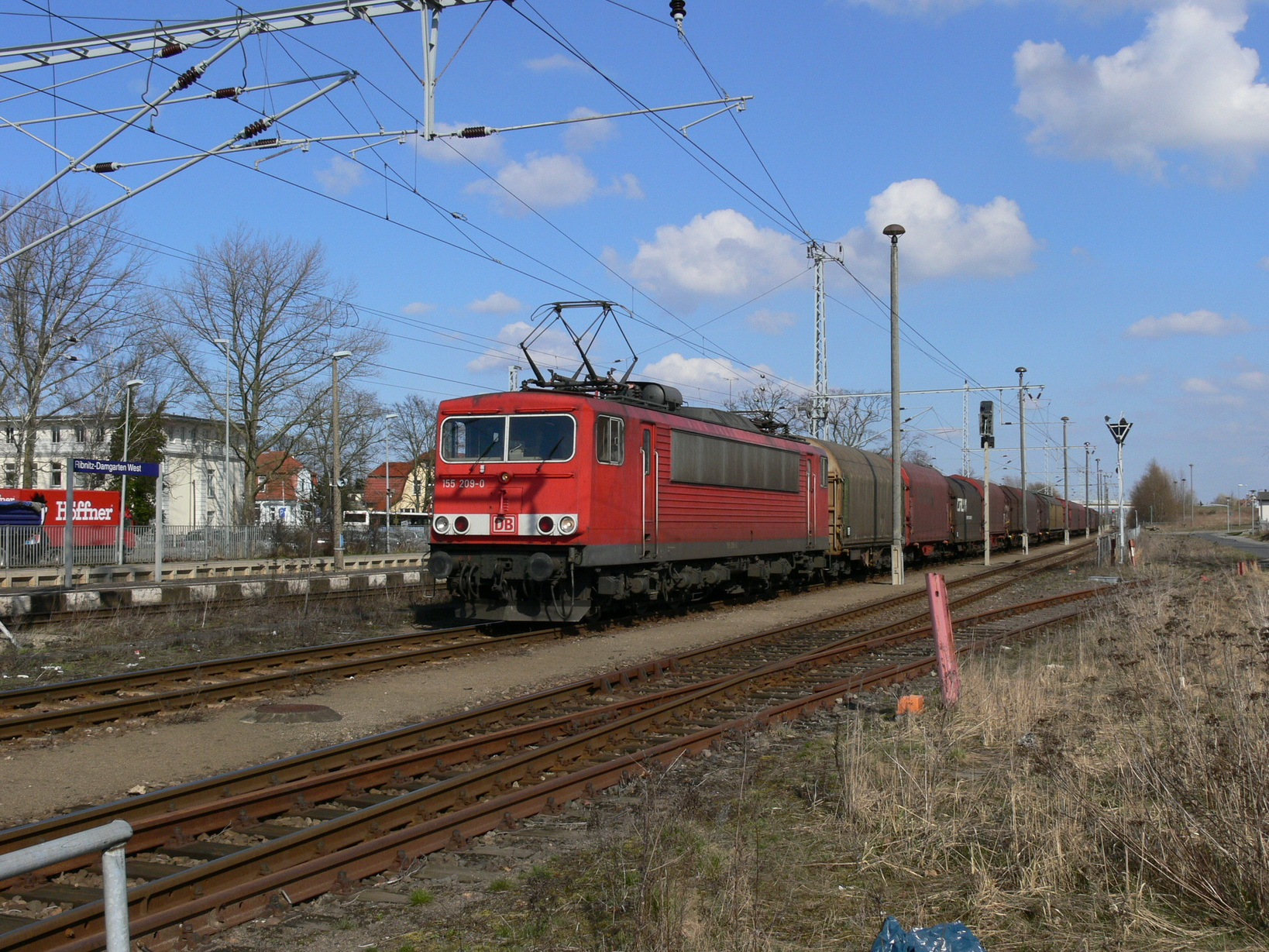
Güterzug in Ribnitz-Damgarten West
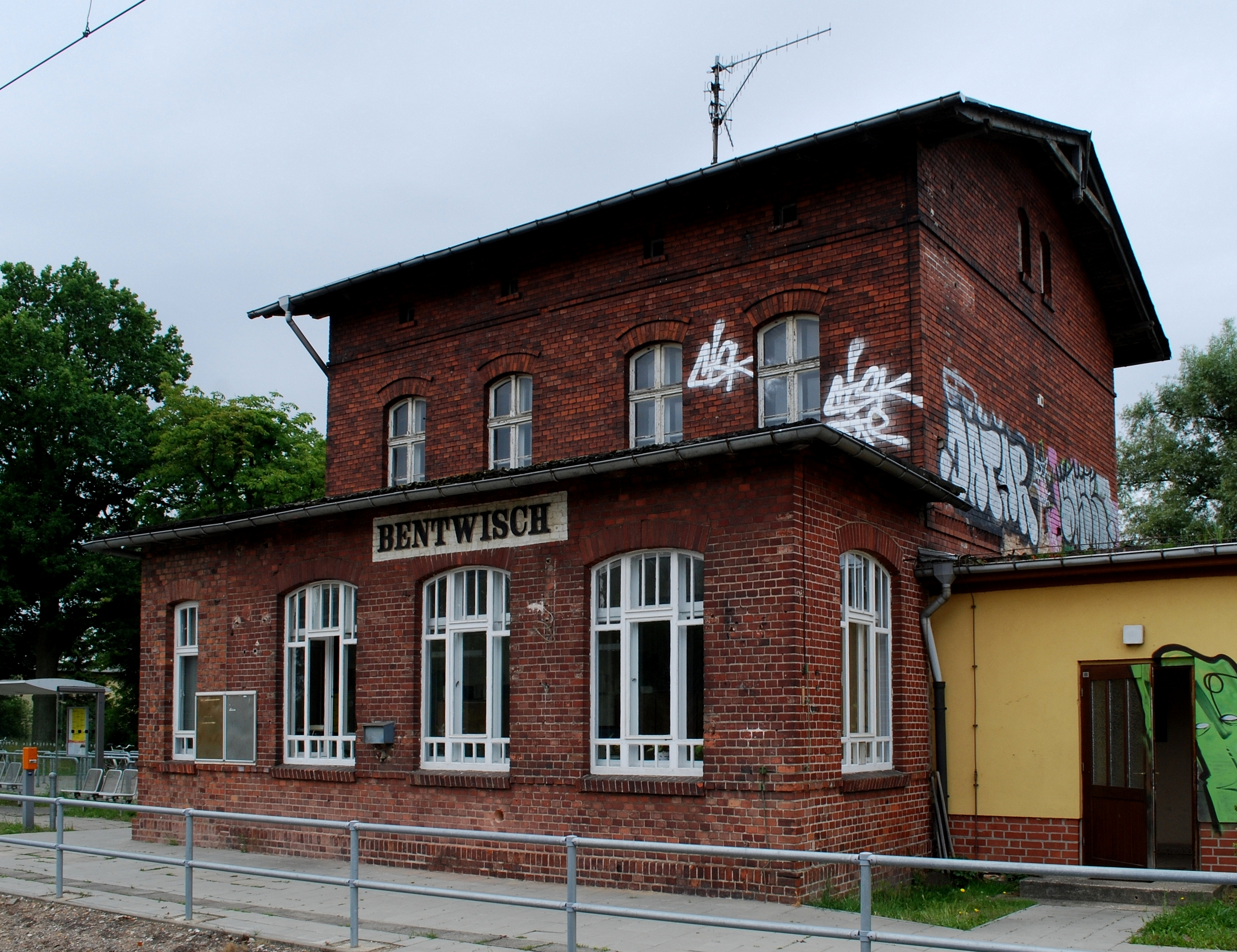
Bahnhof Bentwisch
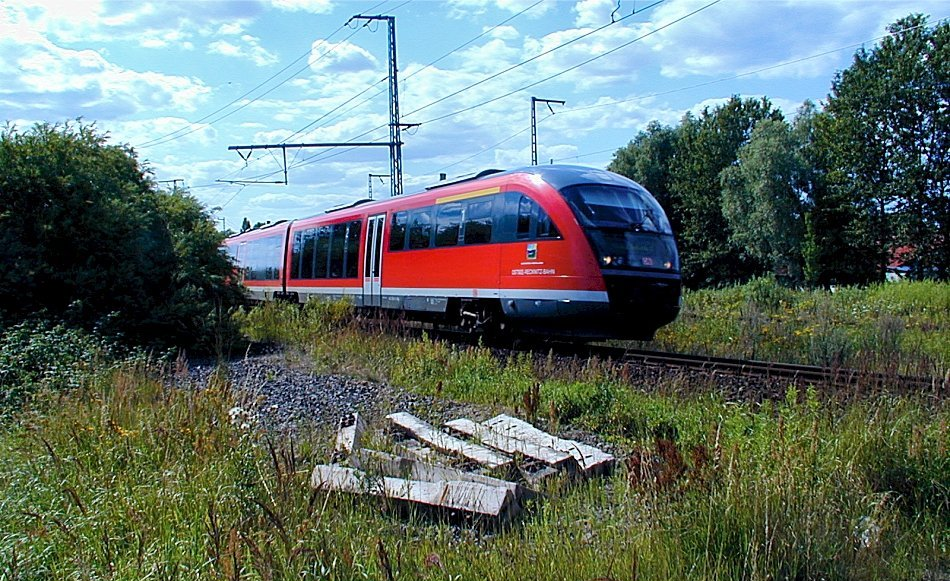
S-Bahn nach Rostock Seehafen Nord kurz vor dem S-Bahnhof Rostock-Kassebohm
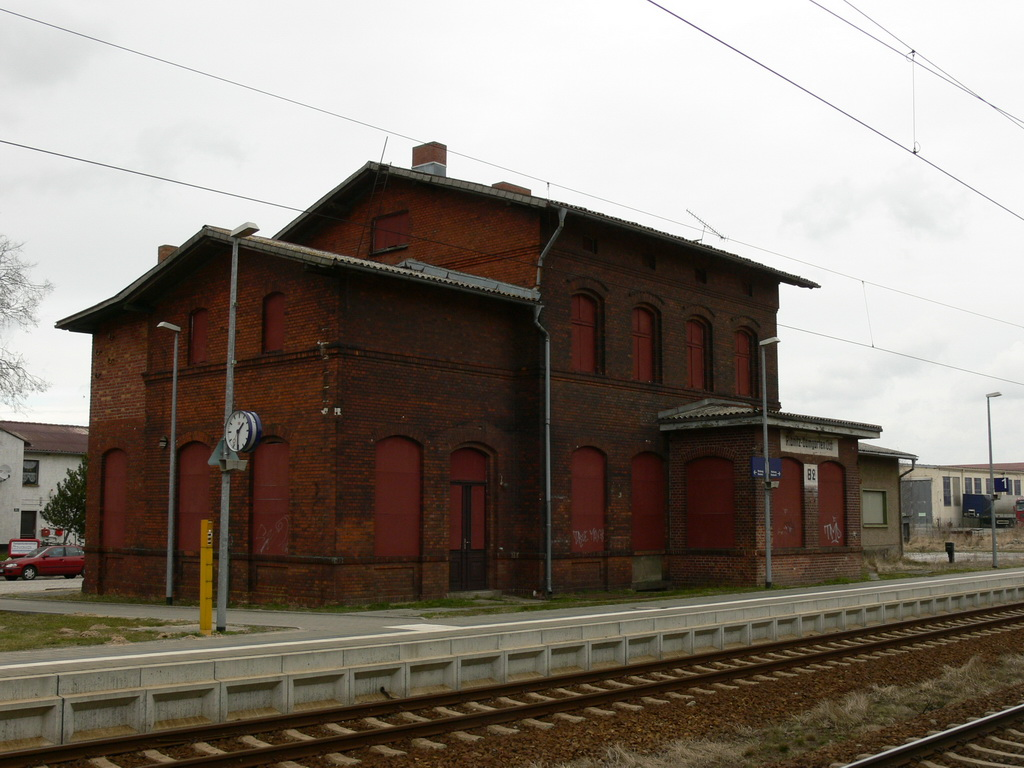
Bahnhofsgebäude am sanierten Teilstück, Ribnitz-Damgarten Ost
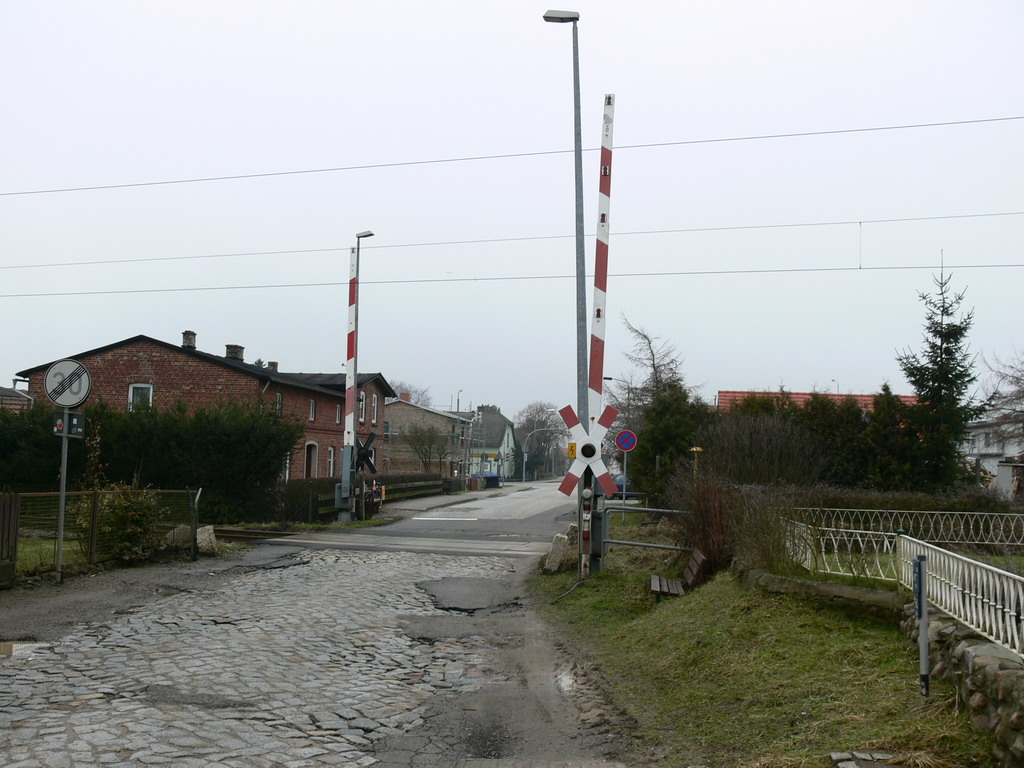
Alte Sicherungstechnik, Bahnübergang in Mönchhagen
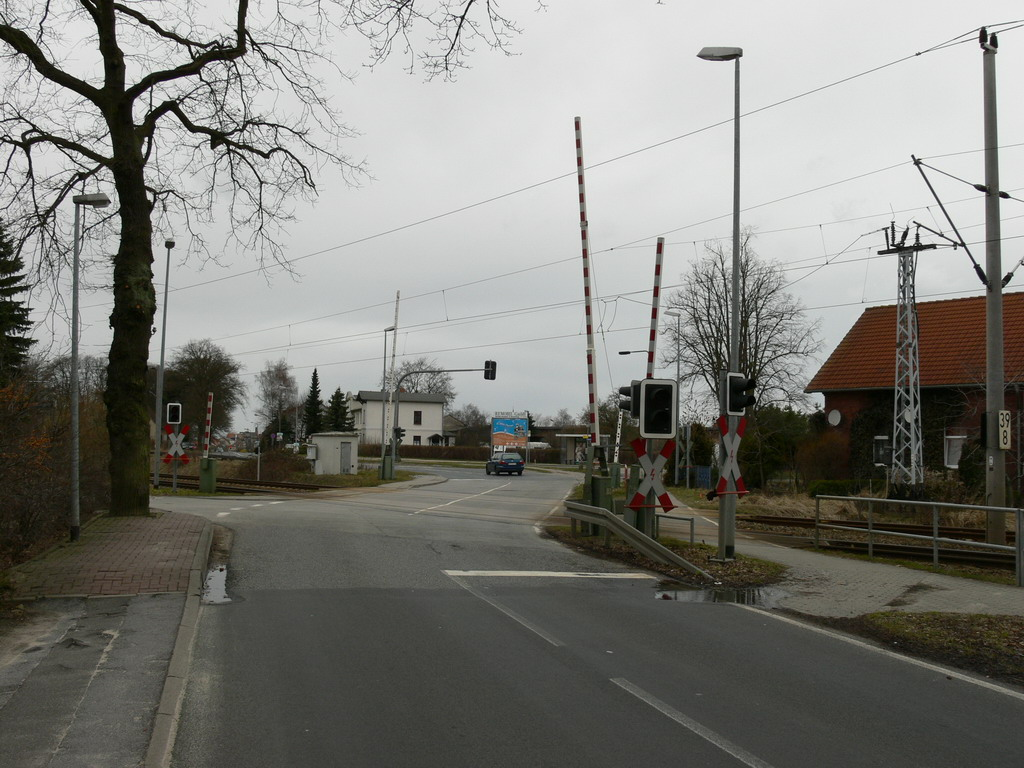
Neue Sicherungstechnik, Bahnübergang in Damgarten
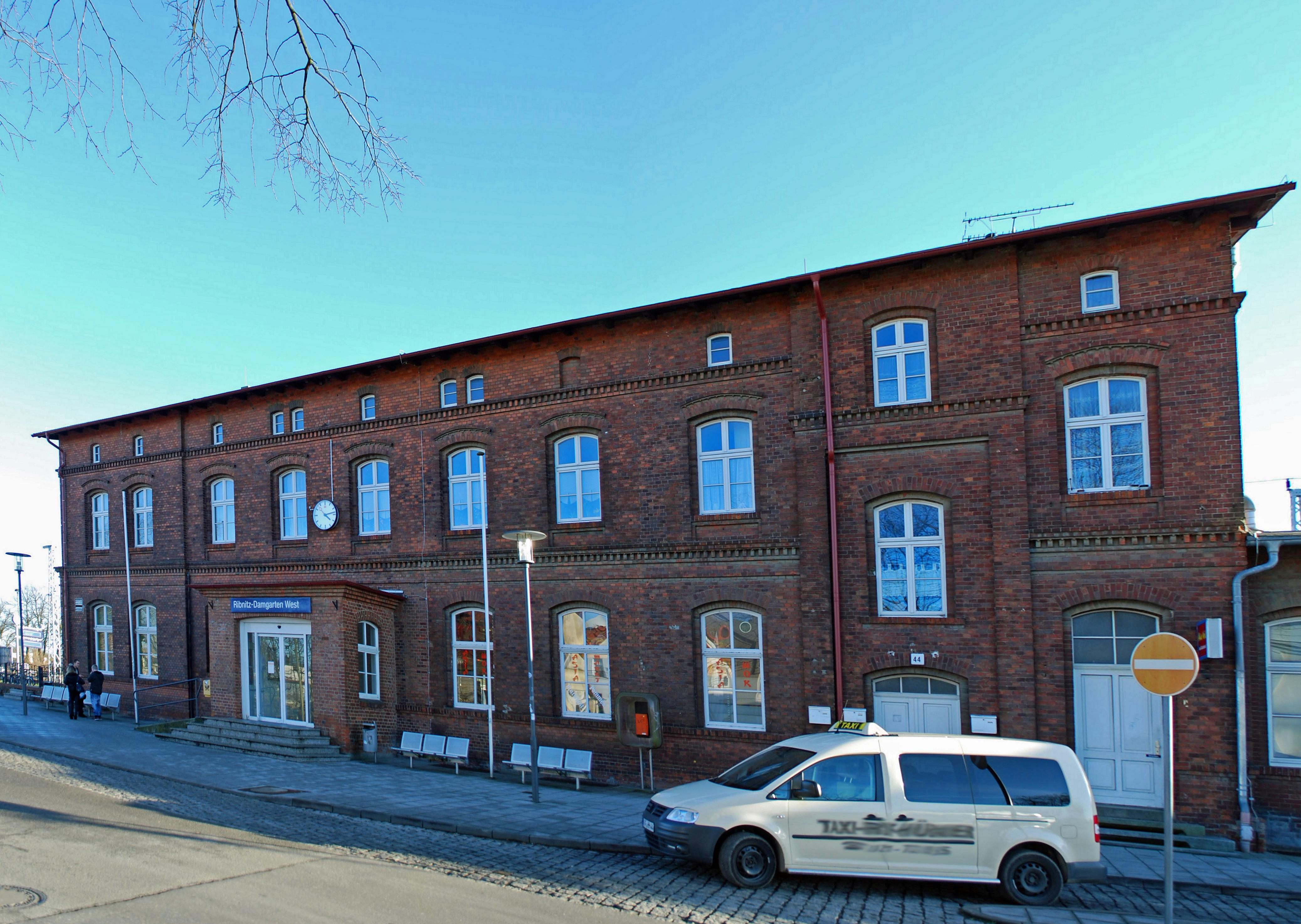
Bahnhof Ribnitz-Damgarten West
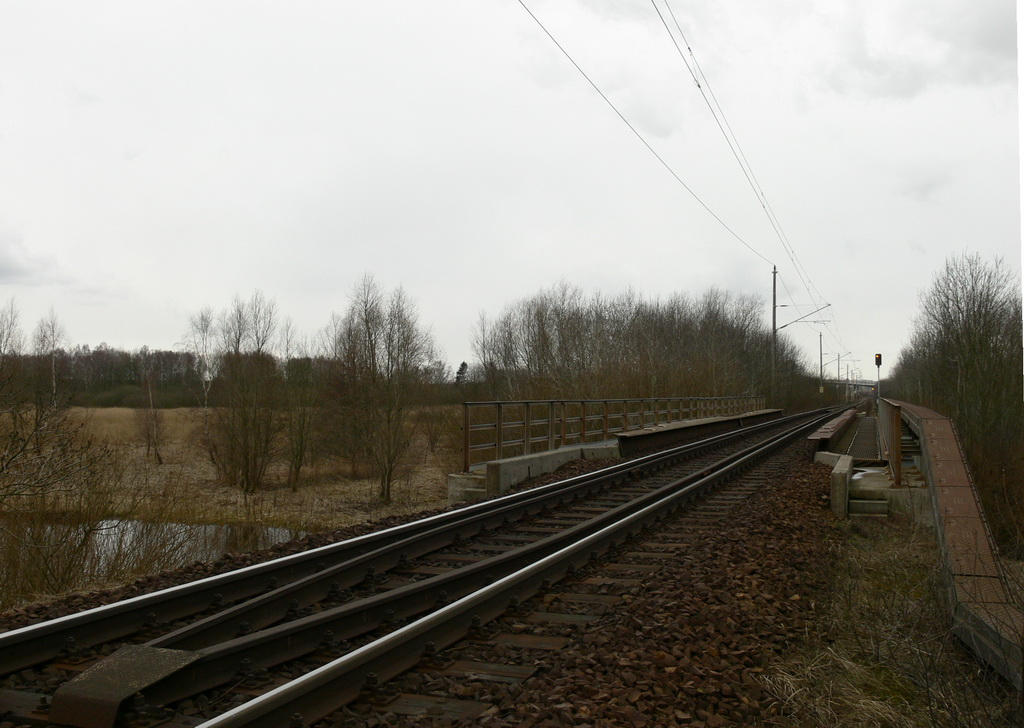
Brücke über die Recknitz (ehem. Grenze zwischen Preußen und Mecklenburg)
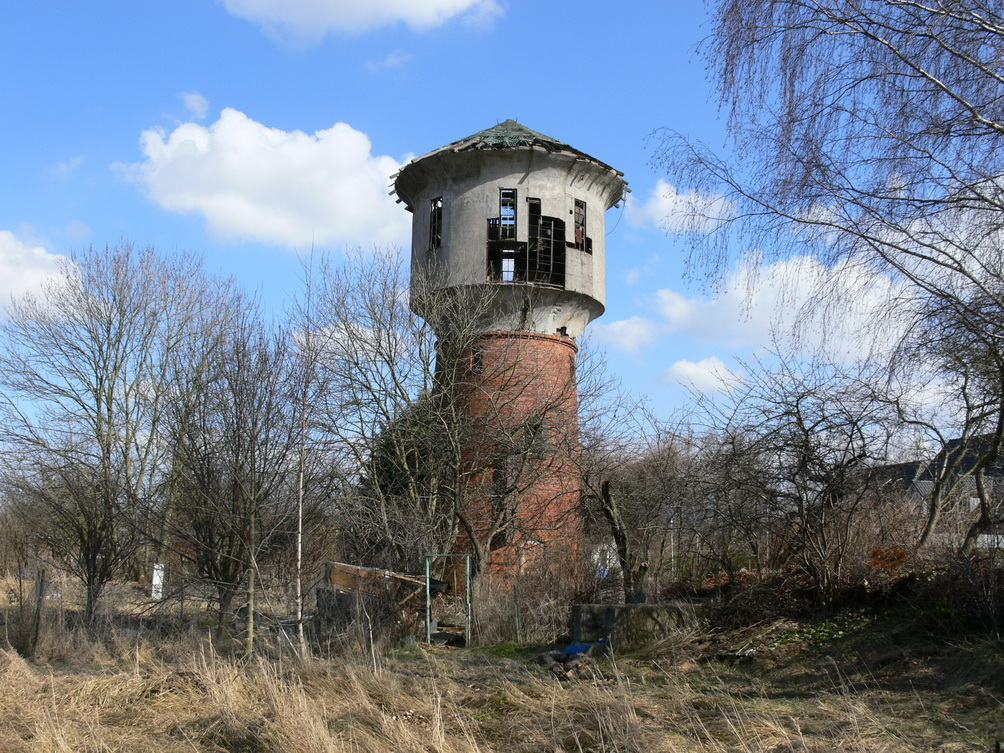
Der Wasserturm in Ribnitz-Damgarten West
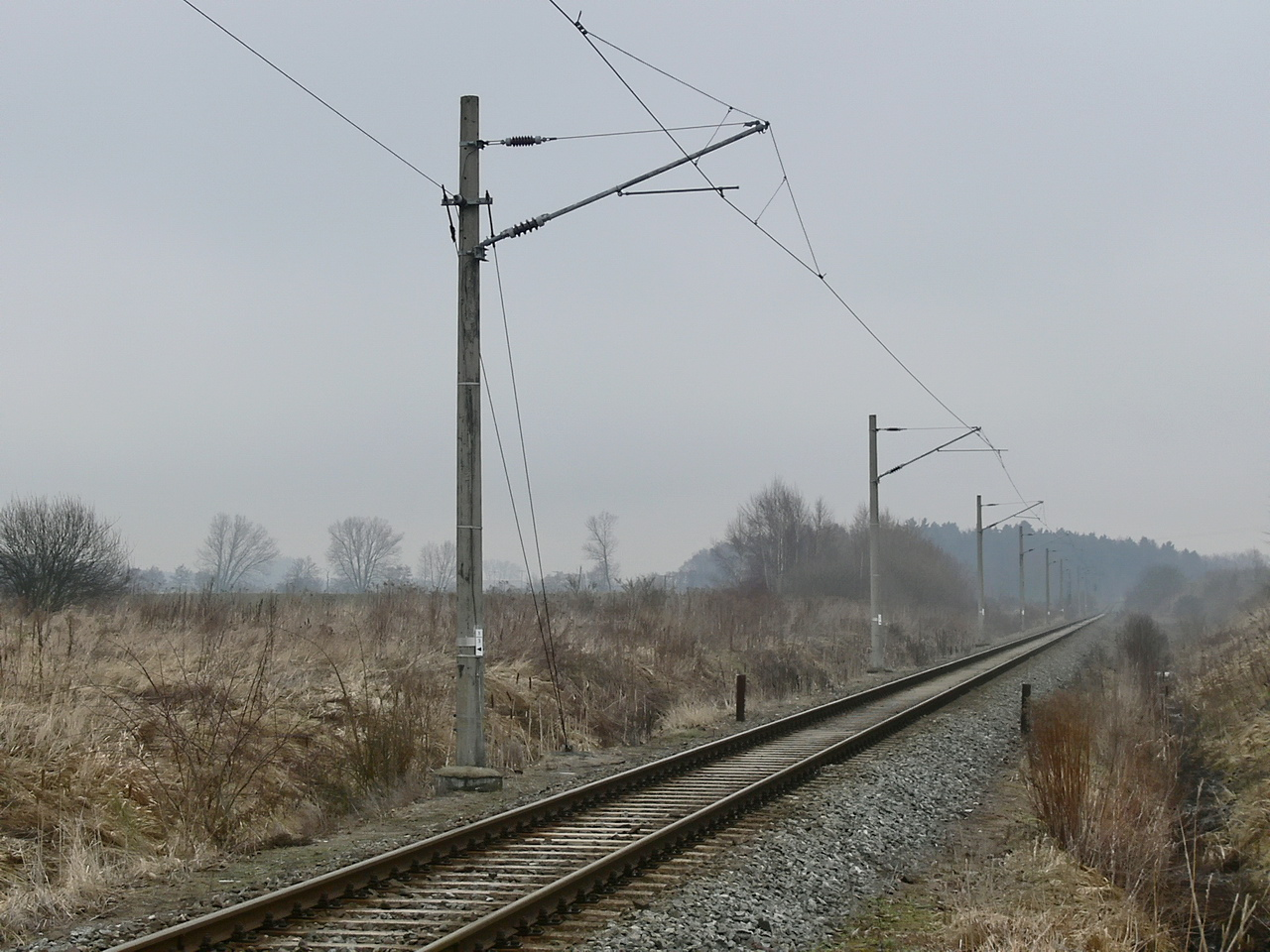
Die elektrifizierte Werksbahn nach Poppendorf
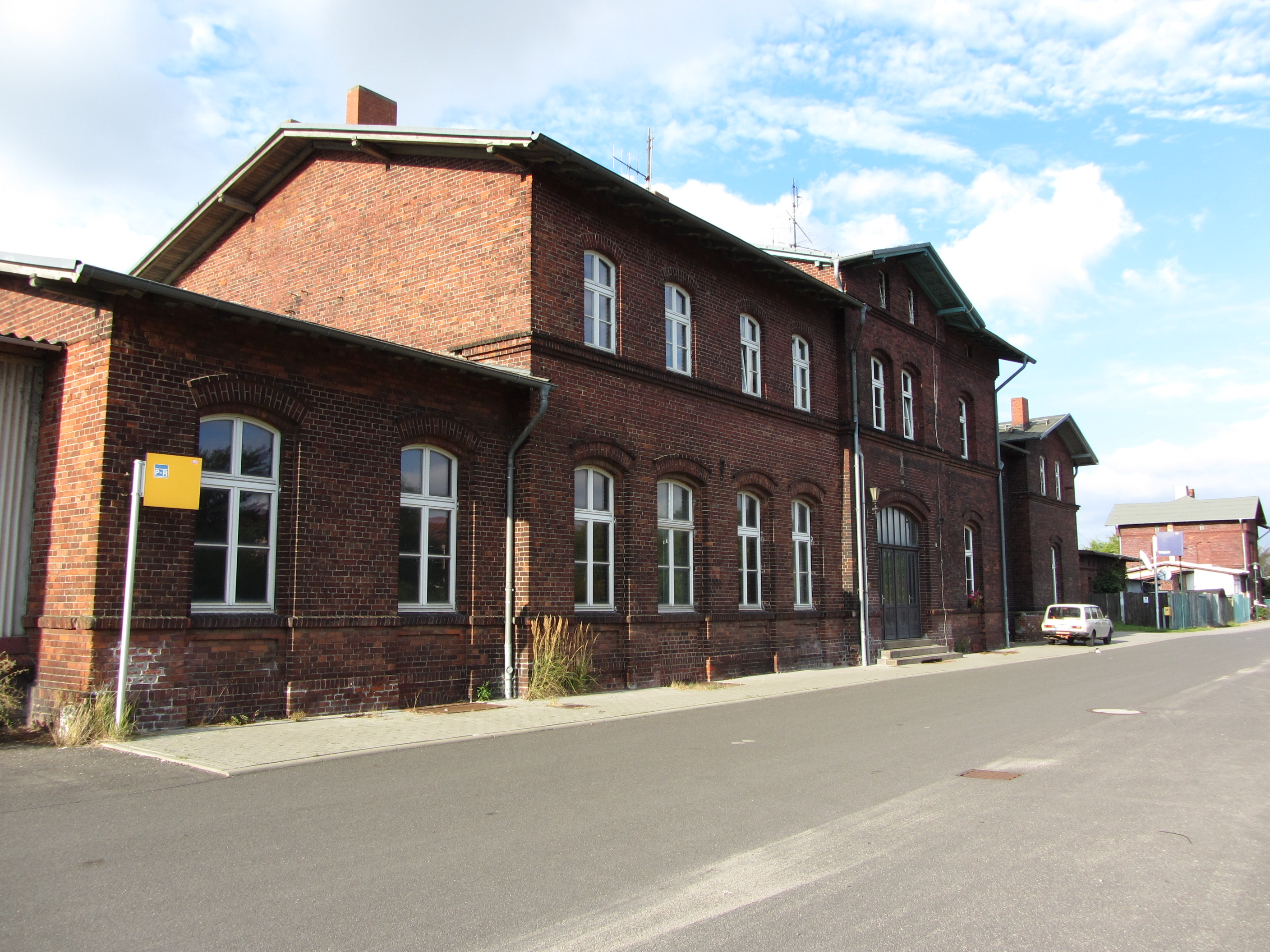
Bahnhof Velgast